# Мануїл (Тарнавський)
Єпископ Мануїл (в миру Михайло Іванович Тарнавський; 14 лютого 1904, Бурдяківці, сучасний Борщівський район — вересень 1943, Волинь) — єпископ УАПЦ, по тому — єпископ Володимир-Волинський та Ковельський у складі Української автономної церкви.

## Життєпис
Походить з греко-католицької родини. Протягом 1928–1930 років навчався в духовному училищі при василіянському Крехівському монастирі під Львовом.
Протягом 1930–1932 років навчався в Львівській католицькій богословській академії, там писав богословські статті.
1932 року приймає православ'я, переїздить до Польщі, служив псаломником в юрисдикції Польської православної церкви.
З 1932 до 1933 року навчався на богословському факультеті Варшавського університету. В березні 1933 року рукоположений в диякона, у серпні того ж року — в ієрея.
З грудня 1941 року був в юрисдикції УАПЦ — Полікарпа (Сікорського), служив в Луцькому кафедральному соборі другим священиком.
Овдовівши, приймає пропозицію Полікарпа (Сікорського) і переїздить до Києва, де приймає чернечий постриг.
11 травня 1942 року в Андріївському соборі Києва був хіротонізований архієпископами Никанором (Абрамовичем) та Ігорем (Губою) в єпископа Білоцерківського та вікарія Києво-Чигиринської єпархії УАПЦ.
У швидкому часі виникли суперечки з Полікарпом (Сікорським), Тарнавський вирішує перейти до Української автономної церкви, що перебувала у спілкуванні з Московськім Патріархатом і покаявся митрополиту Олексію (Громадському).
Був прийнятий в сані архімандрита, та 22 червня 1942 року в Почаївській Лаврі перерукоположений в єпископа Володимир-Волинського; служив в Успенському соборі. Організував при соборі шестимісячні курси для підготовки священиків, дияконів та псаломників.
Займався сповіщенням нацистської влади — так, у серпні 1943 року доносив, що у Володимирі-Волинському діють дві «ворожі організації» — «Просвіта» та Церковна Рада. У своєму донесенні наводить прізвища відомих йому семи мешканців Володимир-Волинського, які належать до таємної української організації — пізніше їх було розстріляно гітлерівцями. «Вірність німецькому урядові вимагає від мене донести про вищезгаданий злочин. Хоча я є українцем, але мушу бути відданим і вірним до німецького уряду, який визволив нас від жидівсько-комуністичного ярма. На основі розпорядження пана рейхскомісара про те, що подавати звідомлення про протидержавні виступи, мушу виконати свій громадянський обов'язок».
Згідно певних джерел, на початку серпня 1943 року до нього прибув єпископ Переяславський УАПЦ Мстислав (Скрипник) з вимогою повернутися до автокефальної церкви та погрозами.
Наприкінці серпня — на початку вересня 1943 року був викрадений невідомими людьми з своєї резиденції у Володимирі-Волинському при Успенському соборі.
Згідно непідтверджених джерел, повішений повстанцями у вересні 1943 року в лісі під Володимиром-Волинським.